# Вестланн
Ве́стланн, За́падная Норве́гия (норв. Vestlandet) — один из пяти регионов Норвегии, расположенный в юго-западной части страны. Включает в себя фюльке Мёре-ог-Ромсдал, Согн-ог-Фьюране, Хордаланн и Ругаланн. Население — 1 361 492 человека (1 января 2016). Площадь — 58 582 км². Главные города — Берген и Ставангер.
Первоначально доминирующими отраслями в регионе были рыболовство, торговля и судоходство, но на протяжении 20-го века всё большее значение приобретала промышленность, а с 1970-х годов к ней добавилась нефтедобыча в Северном море. Основным видом междугороднего транспорта являются прибрежные паромы и корабли.
Регион преимущественно гористый, за исключением равнины Ерен, расположенной в крайней южной части региона. Самыми высокими районами являются нагорье Ютунхеймен и плато Хардангервидда. На территории региона расположен крупнейший ледник в Европе — Юстедалсбреэн. Самый длинный фьорд Норвегии, Согне-фьорд (204 км), расположенный в центральной части региона, делит Вестланн на две части; дальше к югу Хардангер-фьорд врезается в берег на 113 км. Во фьорды впадает множество водопадов, среди которых наиболее известными являются водопады Семь Сестёр и Вёрингсфоссен. Изрезанная береговая линия защищена тысячами прибрежных островов, расположенных почти непрерывной линией.